# Gran Premi de la Indústria del marbre
El Gran Premi de la Indústria del marbre, en italià Gran Premio Industrie del Marmo, és una competició ciclista d'un dia que es disputa a Carrara (província de Massa i Carrara). La primera edició data del 1988, i el 2005 va entrar a formar part del calendari de l'UCI Europa Tour.

## Palmarès
| Any     | Vencedor                | Segon                 | Tercer              |
| ------- | ----------------------- | --------------------- | ------------------- |
| 1988    | Davide Perona           | Andrea De Mitri       | Davide Brotini      |
| 1989    | Giuseppe Geraci         | Sergio Previtali      | Marco Silvestri     |
| 1990    | Massimo Donati          | Maurizio Balestri     | Francesco Ciappi    |
| 1991    | Sergio Barbero          | Giuseppe Bellino      | Alessandro Baronti  |
| 1992    | Simone Biasci           | Francesco Casagrande  | Ivan Luna           |
| 1993    | Alessandro Baronti      | Stefano Faustini      | Luca Scinto         |
| 1994    | Andrea Vatteroni        | Alessandro Baronti    | Stefano Dante       |
| 1995    | Roberto Giucolosi       | Marino Beggi          | Dario Frigo         |
| 1996    | Gabriele Balducci       | Dario Pieri           | Alessandro Varocchi |
| 1997    | Oscar Cavagnis          | Andrea Ceccon         | Raffaele Illiano    |
| 1998    | Maurizio Bachini        | Rinaldo Nocentini     | Giacomo Puccianti   |
| 1999    | Thomas Leaper           | Eddy Ratti            | Massimo Sorice      |
| 2000    | Simone Cadamuro         | Cristian Tosoni       | Nicola Gavazzi      |
| 2001    | Nicola Pavone           | Pasquale Muto         | Samuele Vecchi      |
| 2002    | Ezio Casagrande         | Daniel Okrucinski     | Luigi Giambelli     |
| 2003    | Cristian Tosoni         | Denys Kostyuk         | Roman Luhovyy       |
| 2004    | Matej Mugerli           | Juan Pablo Magallanes | Wojciech Dybel      |
| 2005    | Alessio Signego         | Nicola Del Puppo      | Michał Gołaś        |
| 2006    | David Garbelli          | Gianluca Coletta      | Vitaliy Kondrut     |
| 2007    | Anton Rechetnikov       | Gene Bates            | Vincenzo Garofalo   |
| 2008    | Simone Stortoni         | Emanuele Vona         | Cameron Meyer       |
| 2009    | Carlos Manarelli        | Enrico Magazzini      | Matej Stare         |
| 2010    | Tomas Alberio           | Rafael Andriato       | Luke Rowe           |
| 2011    | Rafael Andriato         | Matteo Trentin        | Michele Simoni      |
| 2012    | Thomas Fiumana          | Kristian Sbaragli     | Matteo Busato       |
| 2013    | Luca Benedetti          | Thomas Fiumana        | Caleb Ewan          |
| 2014    | Matej Mugerli           | Martin Weiss          | Sergei Shilov       |
| 2015    | Gian Marco Di Francesco | Gennaro Giustino      | Davide Martinelli   |
| 2016    | Damiano Cima            | Seid Lizde            | Niko Colonna        |
| 2017    | Michael Storer          | Lucas Hamilton        | Matic Grošelj       |
| 2018    | Gregorio Ferri          | Matteo Sobrero        | Cristian Scaroni    |
| 2019    | Patrick Gamper          | El Mehdi Chokri       | Paolo Baccio        |
| 2020-21 | suspesa                 | suspesa               | suspesa             |
| 2022    | Alessio Martinelli      | Francesco Busatto     | Pirmin Benz         |
| 2023    | Christian Bagatin       | Marco Schrettl        | Simone Griggion     |